# Judith Wright
Judith Wright (* 31. Mai 1915 in Armidale; † 26. Juni 2000 in Canberra) war eine australische Schriftstellerin.

## Leben und Werk
Judith Wright befasste sich in ihren Werken mit der Beziehung zwischen Siedlern, Aborigines und dem Busch sowie mit Feminismus. Sie setzte sich auch für homosexuelle Aborigines ein.